# Ystadoperan
Ystadoperan är en svensk produktionsorganisation av professionell opera.
Ystadoperan grundades 1978 av regissören Richard Bark och dirigenten Sören Nielzén. Richard Bark har sedan dess fungerat som verksamhetens konstnärlige och administrative ledare samt regissör för samtliga uppsättningar. Sedan 1978 har man på Ystads Teater uppfört en blandning av mer eller mindre kända äldre eller nyare operaverk under några högsommarveckor och kommit att bli en uppmärksammad företeelse i opera-Sverige. Många av operaverken fick sin Sverigepremiär på Ystadoperan och många är de sångare med flera medverkande som inlett sin verksamhet eller fått sitt genombrott vid dess uppsättningar. 1993 renoverades Ystads Teater inför sitt 100-årsjubileum året därpå, varför sommarens produktion (Blodsbröllop) spelades i idrottshallen Bollen i Ystad. Sedan 1998 har operauppsättningar även gjorts av andra grupper på teatern såsom Ystads Operafestival, Opera i Ystad, Skånska Operan,  Operafabriken och Kammaropera Syd. Under 2000-talet gjorde Ystadoperan uppsättningar i Lunds Stadshall (Ödets makt och Edgar) och på Citadellet i Landskrona (Tosca). 2012 återkom Ystadoperan till Ystads Teater med Ystadoperan Rediviva och Cavalleria Rusticana. 2018 satte man punkt för verksamheten med Ystadoperan 40 år, Jubileums- och Avskedskonsert. 
År 2000 utgav Richard Bark boken Från Brösten till Helgonet, 20 år med Ystadoperan, om operans verksamhet och produktioner.

## Produktioner
- 1978 – Teaterdirektören av Mozart samt Brösten på Thérèse av Poulenc
- 1979 – Kärlekstorget av Ermanno Wolf-Ferrari
- 1980 – Jonny spelar opp av Krenek
- 1981 – Vår man i Havanna av Williamson
- 1982 – Silversjön av Weill
- 1983 – Nusch-Nuschi i Trubbel på Tahiti av Hindemith och Bernstein
- 1984 – Bohème av Leoncavallo
- 1985 – Näsan av Sjostakovitj
- 1986 – Luisa Miller av Verdi
- 1987 – Den döda staden av Korngold
- 1988 – Svalan av Puccini
- 1989 – Achnaton av Glass
- 1990 – Mefistofeles av Boito
- 1991 – Ryttaren av Sallinen
- 1992 – Resan till Reims av Rossini
- 1993 – Blodsbröllop av Szokolay
- 1994 – Adriana Lecouvreur av Cilea
- 1995 – Kvinnornas hopp -  Mördare & Sankta Susanna av Hindemith
- 1996 – Maskerna av Mascagni
- 1997 – Helgonet på Bleecker Street av Menotti
- 1998 – Pajazzo av Leoncavallo (Lund)
- 1999 -  Pajazzo av Leoncavllo (Skillinge)
- 2000 – Trubaduren av Verdi (Ystad)
- 2000 – La traviata av Verdi (Lund)
- 2001 -  La Bohème av Puccini (Lund)
- 2002 – Ödets makt av Verdi (Lund)
- 2003 – Edgar av Puccini (Lund)
- 2004 - Tosca av Puccini (Lund)
- 2005 – Carmen av Bizet (Lund & Landskrona)
- 2007 – Tosca av Puccini (Citadellet i Landskrona)
- 2012 – Ystadoperan Rediviva & Cavalleria Rusticana av Mascagni (Ystad)
- 2013 -  En mindre högtidlig mässa till firandet av Ystadoperans 35-årsjubileum med musik av Rossini
- 2014 -  Alfvén, Operan kärleken mellen Hugo Alfvén och Marie Kröyer med musik av Alfvén
- 2018 - Ystadoperan 40 år, Jubileums- och Avskedskonsert